# Paul Gentilozzi
Paul Gentilozzi, né le 6 février 1950 à Lansing, (Michigan), est un homme d'affaires et un pilote automobile américain.
Il participe aux championnats Trans-Am Series et ALMS avec sa propre écurie, le Rocketsports Racing.

## Biographie
En 1985, il fonde le Rocketsports Racing qu'il fait courir en Trans-Am Series, Champ Car et American Le Mans Series.
Il possède le record de titres dans le championnat Trans-Am Series.

## Palmarès
- Vainqueur de la catégorie GTS des 12 Heures de Sebring en 1992
- Vainqueur des 24 Heures de Daytona en 1994
- Champion de Trans-Am Series en 1998, 1999, 2001, 2004 et 2006

## Résultats aux 24 Heures du Mans
| Année | Voiture            | Équipe                     | Équipiers                         | Résultat |
| ----- | ------------------ | -------------------------- | --------------------------------- | -------- |
| 1994  | Nissan 300ZX Turbo | Clayton Cunningham Racing  | Eric van de Poele / Shunji Kasuya | Abandon  |
| 2010  | Jaguar XKR GT2     | Jaguar Rocketsports Racing | Ryan Dalziel / Marc Goossens      | Abandon  |